# In de maneschijn
In de maneschijn is een traditioneel, anoniem overgeleverd, Nederlands kinderliedje, dat teruggaat op een achttiende-eeuws volksliedje.
Het kinderliedje kan worden ondersteund door bewegingen met de handen. Kinderen worden zo in hun motorische ontwikkeling gestimuleerd en leren de gebaren die bij de woorden horen. 

## Herkomst
Het kinderliedje 'In de maneschijn' is een traditioneel kinderliedje waarvan geen auteur of componist meer bekend is. Volgens de Nederlandse Liederenbank van het Meertens Instituut gaat het liedje terug op een 18e-eeuws volksliedje met de beginregel ' 's Avonds in een klaer maneschyn / Steekt myn de meyd in 't vensterkyn'. Latere varianten van dit lied hebben als refrein onder meer 'Hier is de vogel en daar is de visch' of 'Hier is de vogel en daar is de visch, / Die bedriegelijk is, in de mane, in de mane'.
Florimond van Duyse geeft in zijn liedboek Het oude Nederlandsche lied (1905) vier varianten van het lied 'Savonds in een klaer maene schijn' met onder meer het refrein 'dat is de vogel die bedriegelijk is / en dat is de vis die bedriegelijk is'. Vanaf 1885 is dit liedje vaak een stapellied. De melodie van het huidige kinderliedje komt weinig overeen met die van de 18e- en 19e-eeuwse voorlopers.

## Liedtekst
Volksliedjes kennen, door hun mondelinge overlevering, vaak vele (regionale) varianten in zowel tekst als melodie. De huidige tekst van het liedje gaat gewoonlijk als volgt (zie varianten onder deze liedtekst).
In de maneschijn

In de maneschijn

Klom ik op een trapje naar het raamkozijn

En je raadt het niet

En je raadt het niet

Zo doet een vogel

En zo doet een vis

Zo doet een duizendpoot die schoenenpoetser is

En dat is één

En dat is twee

En dat is dikke, dikke, dikke tante Kee

En dat is recht

En dat is krom

En dan draaien we het wieltje nog eens om

Rom bom

### Varianten
Zoals gebruikelijk bij traditionele liedjes bestaan er ook van dit liedje (regionale) varianten in tekst en melodie. Bijvoorbeeld:
r. 4:
En je waagt het niet
r. 6:
Zo vliegt een vogel
En zo zwemt een vis
r. 12:
En van je dikke, dikke, dikke tante Kee

## Bewegingen
| Tekst                                          | Beweging                                                        |
| ---------------------------------------------- | --------------------------------------------------------------- |
| In de maneschijn                               | Cirkel in de lucht met de handen op het woord 'maneschijn'      |
| Klim ik op een trapje naar het ...             | Omhoog klimmen met de vingers of handen                         |
| ... raamkozijn                                 | Vierkant maken in de lucht met twee wijsvingers                 |
| En je waagt/raadt het niet                     | Heen en weer zwaaien met de wijsvinger                          |
| Zo doet/vliegt een vogel                       | Vliegen met de handen of armen                                  |
| En zo doet/zwemt een vis                       | Slingerende (vis)beweging met de handen tegen elkaar            |
| Zo doet een duizendpoot die schoenenpoetser is | Boenen met de ene hand over de andere                           |
| En dat is één                                  | Eén vinger omhoog                                               |
| En dat is twee                                 | Twee vingers omhoog                                             |
| En dat is dikke, dikke, dikke tante Kee        | Dikke buik suggereren door de armen rond voor buik te houden    |
| En dat is recht                                | Armen recht vooruit                                             |
| En dat is krom                                 | Gekromde armen                                                  |
| En dan draaien we het wieltje nog eens om      | Om elkaar heen draaiende handen                                 |
| Rom bom                                        | Vuisten op elkaar slaan, of: 1 klap in handen, 1 klap op knieën |

## Gelijknamige nummers
'In de maneschijn' is ook de titel van een lied van Lenny Kuhr (tekst Herman Pieter de Boer) uit 2008. Dit liedje verwijst tekstueel of muzikaal niet naar het kinderliedje.